# Матчи сборной Узбекистана по футболу 1992—1999
В этой статье перечислены матчи сборной Узбекистана по футболу с 1992 по 1999 годы.

## 1992
| 17 июня 1992 Кубок Центральной Азии | Таджикистан                 | 2 : 2                                                                                        | Узбекистан                                      | Душанбе, Таджикистан                                         |
|                                     | Мухсин Мухаммадиев 72′, 86′ | (отчёт) (узб.). Дата обращения: 13 марта 2014. Архивировано из оригинала 13 марта 2014 года. | Игорь Шквырин 62′ · Рустам Абдуллаев 74′ (пен.) | Стадион: ЦРС «Памир» Зрителей: 6000 Судья: Александр Кулаков |

| 28 июня 1992 Кубок Центральной Азии | Узбекистан                                        | 2 : 1                                                                                        | Туркменистан          | Ташкент, Узбекистан                                   |
|                                     | Улугбек Рузимов 8′ · Азамат Абдураимов 75′ (пен.) | (отчёт) (узб.). Дата обращения: 13 марта 2014. Архивировано из оригинала 13 марта 2014 года. | Виталий Золотухин 85′ | Стадион: «Пахтакор» Зрителей: 1300 Судья: Юрий Пекшев |

| 16 июля 1992 Кубок Центральной Азии | Казахстан              | 1 : 0                                                                                        | Узбекистан | Алматы, Казахстан                                           |
|                                     | Руслан Дузмамбетов 25′ | (отчёт) (узб.). Дата обращения: 13 марта 2014. Архивировано из оригинала 13 марта 2014 года. |            | Стадион: «Центральный» Зрителей: 1000 Судья: Валерий Урунов |

| 23 августа 1992 Кубок Центральной Азии | Узбекистан                                                     | 3 : 0                                                                                        | Кыргызстан | Ташкент, Узбекистан                                           |
|                                        | Шухрат Максудов 59′ · Азамат Абдураимов 62′ (пен.), 64′ (пен.) | (отчёт) (узб.). Дата обращения: 13 марта 2014. Архивировано из оригинала 13 марта 2014 года. |            | Стадион: «Пахтакор» Зрителей: 1000 Судья: Константин Парцалис |

| 3 октября 1992 Кубок Центральной Азии | Кыргызстан                                       | 2 : 6                                                                                        | Узбекистан | Бишкек, Кыргызстан                                         |
|                                       | Асылбек Момунов 40′ (пен.) · Олег Казьмирчук 65′ | (отчёт) (узб.). Дата обращения: 13 марта 2014. Архивировано из оригинала 13 марта 2014 года. | Рустам Забиров 13′ · Рустам Абдуллаев 22′ · Азамат Абдураимов 30′, 45′ (пен.) · Шухрат Максудов 74′ · Улугбек Рузимов 79′ | Стадион: «Спартак» Зрителей: 2000 Судья: Александр Борисов |

| 14 октября 1992 Кубок Центральной Азии | Узбекистан                                               | 1 : 1                                                                                        | Казахстан              | Ташкент, Узбекистан                                          |
|                                        | Азамат Абдураимов 27′ (пен.) · Азамат Абдураимов 73'пен. | (отчёт) (узб.). Дата обращения: 13 марта 2014. Архивировано из оригинала 13 марта 2014 года. | Руслан Дузмамбетов 16′ | Стадион: «Пахтакор» Зрителей: 35000 Судья: Абдугани Раджапов |

| 25 октября 1992 Кубок Центральной Азии | Туркменистан       | 1 : 0                                                                                        | Узбекистан | Ашхабад, Туркменистан                                     |
|                                        | Чарыяр Мухадов 70′ | (отчёт) (узб.). Дата обращения: 13 марта 2014. Архивировано из оригинала 13 марта 2014 года. |            | Стадион: Копетдаг Зрителей: 3000 Судья: Абдугани Раджапов |

## 1993
Сборная Узбекистана в этом году не провела ни одной игры.

## 1994
Сборная Узбекистана вернулась на поле после годового перерыва.
| 11 апреля 1994 Кубок Независимости | Узбекистан                                                                                 | 4 : 0                                                                                        | Туркменистан | Ташкент, Узбекистан                                        |
|                                    | Шухрат Максудов 45′ · Абдукаххор Марифалиев 47′ · Рустам Абдуллаев 53′ · Нумон Хасанов 71′ | (отчёт) (узб.). Дата обращения: 15 марта 2014. Архивировано из оригинала 15 марта 2014 года. |              | Стадион: Пахтакор Зрителей: 35000 Судья: Абдугани Раджапов |

| 13 апреля 1994 Кубок Независимости | Узбекистан                   | 1 : 0                                                                                        | Казахстан | Ташкент, Узбекистан                                      |
|                                    | Александр Тихонов 77′ (пен.) | (отчёт) (узб.). Дата обращения: 15 марта 2014. Архивировано из оригинала 15 марта 2014 года. |           | Стадион: Пахтакор Зрителей: 45000 Судья: Абдураим Бобоев |

| 17 апреля 1994 Кубок Независимости | Узбекистан | 1 : 1                                                                                        | Таджикистан                                       | Ташкент, Узбекистан                                       |
|                                    |            | (отчёт) (узб.). Дата обращения: 15 марта 2014. Архивировано из оригинала 15 марта 2014 года. | Валентин Шашков 25′ · Игорь Черевченко 36′ (авт.) | Стадион: Пахтакор Зрителей: 25000 Судья: Кадыр Чынныбеков |

| 19 апреля 1994 Кубок Независимости | Узбекистан                                                           | 3 : 0                                                                                        | Кыргызстан | Ташкент, Узбекистан                                        |
|                                    | Шухрат Максудов 5′ · Рустам Дурманов 22′ · Абдукаххор Марифалиев 25′ | (отчёт) (узб.). Дата обращения: 15 марта 2014. Архивировано из оригинала 15 марта 2014 года. |            | Стадион: Пахтакор Зрителей: 30000 Судья: Аллаберген Сапаев |

| 1 октября 1994 Азиатские игры группа В | Узбекистан                                                          | 4 : 1                                                                                        | Саудовская Аравия     | Хиросима, Япония                                         |
|                                        | Сергей Лебедев 15′ · Мирджалол Касымов 19′ · Игорь Шквырин 26′, 43′ | (отчёт) (узб.). Дата обращения: 15 марта 2014. Архивировано из оригинала 15 марта 2014 года. | Хамид Аль-Джахани 90′ | Стадион: Регионал Парк Зрителей: 1000 Судья: Ча Дук Хван |

| 3 октября 1994 Азиатские игры группа В | Узбекистан                                                                | 5 : 0                                                                                        | Малайзия | Хиросима, Япония                                                 |
|                                        | Азамат Абдураимов · Шухрат Максудов · Игорь Шквырин , · Мирджалол Касымов | (отчёт) (узб.). Дата обращения: 15 марта 2014. Архивировано из оригинала 15 марта 2014 года. |          | Стадион: Регионал Парк Зрителей: 807 Судья: Абдельазиз Аль-Мулла |

| 5 октября 1994 Азиатские игры группа В | Узбекистан            | 1 : 0                                                                                        | Гонконг | Ономити, Япония                                        |
|                                        | Азамат Абдураимов 20′ | (отчёт) (узб.). Дата обращения: 15 марта 2014. Архивировано из оригинала 15 марта 2014 года. |         | Стадион: Бинго Спорт Зрителей: 929 Судья: Ётару Морицу |

| 7 октября 1994 Азиатские игры группа В | Узбекистан                                                                | 5 : 4                                                                                         | Таиланд                                                       | Ономити, Япония                                           |
|                                        | Мирджалол Касымов 10′, 42′ · Шухрат Максудов 27′, 61′ · Игорь Шквырин 66′ | (отчёт) (узб.). Дата обращения: 15 марта 2014. Архивировано из оригинала 26 ноября 2015 года. | Орнсомчит 37′ 71′ · Дамронг-Онгтракул 50′ · Пханпарапхаст 88′ | Стадион: Бинго Спорт Зрителей: 721 Судья: Ради Аль-Хаддад |

| 11 октября 1994 Азиатские игры 1/4 финал | Узбекистан                                            | 3 : 0                                                                                        | Туркменистан | Миоши, Япония                                              |
|                                          | Игорь Шквырин 15′, 33′ · Азамат Абдураимов 20′ (пен.) | (отчёт) (узб.). Дата обращения: 15 марта 2014. Архивировано из оригинала 15 марта 2014 года. |              | Стадион: Миоши Спорт Зрителей: 1293 Судья: Ради Аль-Хаддад |

| 13 октября 1994 Азиатские игры 1/2 финал | Узбекистан            | 1 : 0                                                                                        | Республика Корея | Хиросима, Япония                                             |
|                                          | Азамат Абдураимов 65′ | (отчёт) (узб.). Дата обращения: 15 марта 2014. Архивировано из оригинала 15 марта 2014 года. |                  | Стадион: Регионал Парк Зрителей: 5077 Судья: Абдурахман Зайд |

| 16 октября 1994 Азиатские игры Финал | Узбекистан                                                                                | 4 : 2                                                                                        | Китай                      | Хиросима, Япония                                      |
|                                      | Игорь Шквырин 3′ · Сергей Лебедев 9′ · Азамат Абдураимов 47′ (пен.) · Шухрат Максудов 82′ | (отчёт) (узб.). Дата обращения: 15 марта 2014. Архивировано из оригинала 15 марта 2014 года. | Хуа Зижин 16′ · Ли Бин 50′ | Стадион: Биг Арч Зрителей: 28687 Судья: Масаёши Окада |

## 1995
| 20 октября 1995 Афро-Азиатский Кубок Наций | Узбекистан                                 | 2 : 3                                                                                        | Нигерия                                                 | Ташкент, Узбекистан                                 |
|                                            | Мирджалол Касымов 75′ · Андрей Фёдоров 87′ | (отчёт) (узб.). Дата обращения: 15 марта 2014. Архивировано из оригинала 15 марта 2014 года. | Самсон Сиасиа 8′ · Виктор Икпеба 66′ · Нванкво Кану 77′ | Стадион: Пахтакор Зрителей: 50000 Судья: Али Бусаим |

| 10 ноября 1995 Афро-Азиатский Кубок Наций | Нигерия               | 1 : 0                                                                                        | Узбекистан | Лагос, Нигерия                                              |
|                                           | Эммануэль Амунике 82′ | (отчёт) (узб.). Дата обращения: 15 марта 2014. Архивировано из оригинала 15 марта 2014 года. |            | Стадион: Сурулере Зрителей: 60000 Судья: Сиди Бекае Магасса |

## 1996
| 8 мая 1996 Отб. игры Кубка Азии 1996 | Таджикистан                                                              | 4 : 0                                                                                        | Узбекистан | Душанбе, Таджикистан                                    |
|                                      | Хаким Фузайлов 3′ (пен.) · Алиёр Ашурмамадов 65′, 67′ · Арсен Аваков 87′ | (отчёт) (узб.). Дата обращения: 15 марта 2014. Архивировано из оригинала 15 марта 2014 года. |            | Стадион: Памир Зрителей: 20000 Судья: Александр Кулаков |

| 19 июня 1996 Отб. игры Кубка Азии 1996 | Узбекистан                                                                                           | 5:0 з.г                                                                                      | Таджикистан | Ташкент, Узбекистан                                   |
|                                        | Мирджалол Касымов 4′ (пен.), 33′ (пен.) · Сергей Андреев 8′ · Игорь Шквырин 72′ · Зафар Мусабаев 95' | (отчёт) (узб.). Дата обращения: 15 марта 2014. Архивировано из оригинала 15 марта 2014 года. |             | Стадион: МХСК Зрителей: 15000 Судья: Эльдар Рамазанов |

| 11 сентября 1996 Товарищеская игра | Япония              | 1 : 0                                                                                        | Узбекистан | Токио, Япония                                     |
|                                    | Мотохиро Ямагути 6′ | (отчёт) (узб.). Дата обращения: 16 марта 2014. Архивировано из оригинала 16 марта 2014 года. |            | Стадион: Ёёги Зрителей: 44843 Судья: Ким Хван Тэк |

| 19 ноября 1996 Товарищеская игра | ОАЭ                                             | 4 : 2                                                                                          | Узбекистан                                     | Абу-Даби, ОАЭ                           |
|                                  | Бахит Саад 30′ · Аднан ат-Тальяни 63′, 70′, 87′ | (отчёт) (узб.). Дата обращения: 16 марта 2014. Архивировано из оригинала 13 декабря 2014 года. | Шухрат Максудов 60′ · Нумон Хасанов 74′ (пен.) | Стадион: Зайд Спорт Сити Зрителей: 5000 |

| 22 ноября 1996 Товарищеская игра | ОАЭ                                   | 2 : 0                                                                                          | Узбекистан | Абу-Даби, ОАЭ                           |
|                                  | Адель Ахмад 16′ · Джасим Мухаммад 19′ | (отчёт) (узб.). Дата обращения: 16 марта 2014. Архивировано из оригинала 13 декабря 2014 года. |            | Стадион: Зайд Спорт Сити Зрителей: 8000 |

| 6 декабря 1996 Кубок Азии 1996. Группа С | Узбекистан                          | 2 : 0                                                                                          | Китай | Эль-Айн, ОАЭ                                                          |
|                                          | Игорь Шквырин 80′ · Олег Шацких 89′ | (отчёт) (узб.). Дата обращения: 16 марта 2014. Архивировано из оригинала 13 декабря 2014 года. |       | Стадион: им.Тахнун бин Мухаммад Зрителей: 3000 Судья: Абдурахман Зайд |

| 9 декабря 1996 Кубок Азии 1996. Группа С | Узбекистан | 0 : 4                                                                                          | Япония                                                            | Эль-Айн, ОАЭ                                                        |
|                                          |            | (отчёт) (узб.). Дата обращения: 16 марта 2014. Архивировано из оригинала 13 декабря 2014 года. | Хироси Нанами 8′ · Кадзуёси Миура 38′ · Масакио Маэдзоно 86′, 88′ | Стадион: им.Тахнун бин Мухаммад Зрителей: 3000 Судья: Джалал Моради |

| 12 декабря 1996 Кубок Азии 1996. Группа С | Узбекистан                | 1 : 2                                                                                          | Сирия                            | Эль-Айн, ОАЭ                                                      |
|                                           | Сергей Лебедев 54′ (пен.) | (отчёт) (узб.). Дата обращения: 16 марта 2014. Архивировано из оригинала 13 декабря 2014 года. | Джохадар Надер 49′ · Али Диб 74′ | Стадион: им.Тахнун бин Мухаммад Зрителей: 2000 Судья: Али Бусайим |

## 1997
| 9 мая 1997 Отб. игры ЧМ-1998. 1-й раунд | Йемен | 0 : 1                                                                                          | Узбекистан               | Сана, Йемен                                                |
|                                         |       | (отчёт) (узб.). Дата обращения: 16 марта 2014. Архивировано из оригинала 13 декабря 2014 года. | Нумон Хасанов 30′ (пен.) | Стадион: им.Али Мухсин Зрителей: 28000 Судья: Юсуф Суаркех |

| 25 мая 1997 Отб. игры ЧМ-1998. 1-й раунд | Узбекистан | 6 : 0                                                                                          | Камбоджа | Ташкент, Узбекистан                                      |
|                                          | Николай Ширшов 6′ · Нумон Хасанов 17′ (пен.) · Сергей Лебедев 39′, 75′ · Андрей Фёдоров 45′ · Джафар Ирисметов 88′ | (отчёт) (узб.). Дата обращения: 16 марта 2014. Архивировано из оригинала 13 декабря 2014 года. |          | Стадион: Пахтакор Зрителей: 53000 Судья: Виктор Колпаков |

| 1 июня 1997 Отб. игры ЧМ-1998. 1-й раунд | Индонезия           | 1 : 1                                                                                        | Узбекистан      | Джакарта, Индонезия                                         |
|                                          | Судирман 35′ (пен.) | (отчёт) (узб.). Дата обращения: 17 марта 2014. Архивировано из оригинала 17 марта 2014 года. | Олег Шацких 70′ | Стадион: Утама Сенаян Зрителей: 30000 Судья: Ким Хванг-Йонг |

| 20 июня 1997 Отб. игры ЧМ-1998. 1-й раунд | Узбекистан                                 | 3 : 0                                                                                        | Индонезия | Ташкент, Узбекистан                                    |
|                                           | Олег Шацких 10′ · Шухрат Максудов 35′, 88′ | (отчёт) (узб.). Дата обращения: 17 марта 2014. Архивировано из оригинала 17 марта 2014 года. |           | Стадион: Пахтакор Зрителей: 55000 Судья: Джалал Моради |

| 29 июня 1997 Отб. игры ЧМ-1998. 1-й раунд | Камбоджа         | 1 : 4                                                                                        | Узбекистан                                             | Пномпень, Камбоджа                                      |
|                                           | Хок Сотьетра 20′ | (отчёт) (узб.). Дата обращения: 17 марта 2014. Архивировано из оригинала 17 марта 2014 года. | Абдукаххор Марифалиев 2′, 60′ · Равшан Бозоров 9′, 30′ | Стадион: Олимпия Зрителей: 12000 Судья: Абдушакур Балох |

| 24 августа 1997 Отб. игры ЧМ-1998. 1-й раунд | Узбекистан                                                        | 5 : 1                                                                                        | Йемен              | Ташкент, Узбекистан                                      |
|                                              | Игорь Шквырин 6′, 68′ · Олег Шацких 61′, 80′ · Равшан Бозоров 67′ | (отчёт) (узб.). Дата обращения: 17 марта 2014. Архивировано из оригинала 17 марта 2014 года. | Умар Аль-Арики 31′ | Стадион: Пахтакор Зрителей: 20000 Судья: Султан Аль-Алак |

| 7 сентября 1997 Отб. игры ЧМ-1998. Финал.р. | Япония                                                                             | 6 : 3                                                                                        | Узбекистан                                       | Токио, Япония                                        |
|                                             | Ютака Акита 1′ · Кадзуёси Миура 4′, 23′, 64′ · Хидэтоси Наката 41′ · Сёдзи Дзё 45′ | (отчёт) (узб.). Дата обращения: 17 марта 2014. Архивировано из оригинала 17 марта 2014 года. | Олег Шацких 56′, 78′ · Андрей Фёдоров 70′ (пен.) | Стадион: Ёёки Зрителей: 54328 Судья: Абдурахман Зайд |

| 12 сентября 1997 Отб. игры ЧМ-1998. Финал.р. | Республика Корея                | 2 : 1                                                                                        | Узбекистан      | Сеул, Южная Корея                                      |
|                                              | Чой Ёнг Су 16′ · Ли Санг Юн 87′ | (отчёт) (узб.). Дата обращения: 17 марта 2014. Архивировано из оригинала 17 марта 2014 года. | Олег Шацких 74′ | Стадион: Олимпийский Зрителей: 65500 Судья: Вей Жихонг |

| 20 сентября 1997 Отб. игры ЧМ-1998. Финал.р. | Казахстан                 | 1 : 1                                                                                        | Узбекистан      | Алматы, Казахстан                                       |
|                                              | Руслан Балтиев 85′ (пен.) | (отчёт) (узб.). Дата обращения: 17 марта 2014. Архивировано из оригинала 17 марта 2014 года. | Олег Шацких 86′ | Стадион: Центральный Зрителей: 12000 Судья: Ахмад Набил |

| 27 сентября 1997 Отб. игры ЧМ-1998. Финал.р. | Узбекистан                                                      | 2 : 3                                                                                        | ОАЭ                                                     | Ташкент, Узбекистан                                    |
|                                              | Николай Ширшов 10′ · Равшан Бозоров 90′ · Мирджалол Касымов 37' | (отчёт) (узб.). Дата обращения: 17 марта 2014. Архивировано из оригинала 17 марта 2014 года. | Зухайр Саид 55′ · Бахит Саад 65′ · Аднан ат-Тальяни 83′ | Стадион: Пахтакор Зрителей: 50000 Судья: Джалал Моради |

| 11 октября 1997 Отб. игры ЧМ-1998. Финал.р. | Узбекистан              | 1 : 1                                                                                        | Япония           | Ташкент, Узбекистан                                      |
|                                             | Бахтиёр Камбаралиев 32′ | (отчёт) (узб.). Дата обращения: 17 марта 2014. Архивировано из оригинала 17 марта 2014 года. | Вагнер Лопес 88′ | Стадион: Пахтакор Зрителей: 54000 Судья: Султан Аль-Алак |

| 18 октября 1997 Отб. игры ЧМ-1998. Финал.р. | Узбекистан                | 1 : 5                                                                                        | Республика Корея                                                        | Ташкент, Узбекистан                                   |
|                                             | Андрей Фёдоров 67′ (пен.) | (отчёт) (узб.). Дата обращения: 17 марта 2014. Архивировано из оригинала 17 марта 2014 года. | Чой Ёнг Су 20′, 42′ · Ю Санг Чул 39′ · Ко Жунг Вун 59′ · Ким До Хун 72′ | Стадион: Пахтакор Зрителей: 38000 Судья: Абдул Хузейр |

| 25 октября 1997 Отб. игры ЧМ-1998. Финал.р. | Узбекистан                                                                 | 4 : 0                                                                                          | Казахстан | Ташкент, Узбекистан                                      |
|                                             | Игорь Шквырин 16′, 32′ · Андрей Фёдоров 43′ (пен.) · Мирджалол Касымов 72′ | (отчёт) (узб.). Дата обращения: 17 марта 2014. Архивировано из оригинала 13 декабря 2014 года. |           | Стадион: Пахтакор Зрителей: 25000 Судья: Хасан Аль-Агмий |

| 2 ноября 1997 Отб. игры ЧМ-1998. Финал.р. | ОАЭ | 0 : 0                                                                                        | Узбекистан | Абу-Даби, ОАЭ                                              |
|                                           |     | (отчёт) (узб.). Дата обращения: 17 марта 2014. Архивировано из оригинала 18 марта 2014 года. |            | Стадион: Зайд Спорт Сити Зрителей: 30000 Судья: Халед Далу |

## 1998
| 24 апреля 1998 Товарищеская игра | Азербайджан                            | 2 : 1                                                                                        | Узбекистан            | Баку, Азербайджан                                             |
|                                  | Юнис Гусейнов 75′ · Нарвик Сирхаев 89′ | (отчёт) (узб.). Дата обращения: 17 марта 2014. Архивировано из оригинала 17 марта 2014 года. | Мирджалол Касымов 90′ | Стадион: Тофик Бахрамов Зрителей: 20000 Судья: Кагани Мамедов |

| 16 ноября 1998 Товарищеская игра | Индия | 0 : 0                                                                                          | Узбекистан | Дели, Индия                       |
|                                  |       | (отчёт) (узб.). Дата обращения: 17 марта 2014. Архивировано из оригинала 13 декабря 2014 года. |            | Стадион: Амбедкар Зрителей: 15000 |

| 19 ноября 1998 Товарищеская игра | Индия | 0 : 4                                                                                        | Узбекистан                                                                                        | Калькутта, Индия                   |
|                                  |       | (отчёт) (узб.). Дата обращения: 18 марта 2014. Архивировано из оригинала 18 марта 2014 года. | Александр Хвастунов 8′ · Сергей Лебедев 30′ (пен.) · Нигматулла Куттыбаев 35′ · Рашид Гафуров 48′ | Стадион: Солт-лейк Зрителей: 10000 |

| 3 декабря 1998 Азиатские игры 1998 1-й этап | Узбекистан                                                          | 3 : 3                                                                                        | Кувейт                                         | Чиангмай, Таиланд                                      |
|                                             | Мирджалол Касымов 4′ · Александр Хвастунов 66′ · Андрей Акопянц 75′ | (отчёт) (узб.). Дата обращения: 18 марта 2014. Архивировано из оригинала 18 марта 2014 года. | Джасем Аль-Хувайди 43′ · Фарадж Лахиб 77′, 87′ | Стадион: 700-летний юбилей Зрителей: 1000 Судья: Лу Юн |

| 5 декабря 1998 Азиатские игры 1998 1-й этап | Узбекистан | 15 : 0                                                                                       | Монголия | Чиангмай, Таиланд                         |
|                                             | Сергей Лебедев 7′ (пен.), 18′ (пен.), 38′, 45′ · Игорь Шквырин 9′, 15′, 20′ · Андрей Акопянц 23′ · Нигматулла Куттыбаев 29′, 33′, 47′ · Мирджалол Касымов 53′, 57′, 77′ · Шухрат Рахмонкулов 83′ | (отчёт) (узб.). Дата обращения: 18 марта 2014. Архивировано из оригинала 18 марта 2014 года. |          | Стадион: 700-летний юбилей Зрителей: 1000 |

| 7 декабря 1998 Азиатские игры 1998 2-й этап | Узбекистан                                                       | 4 : 0                                                                                        | КНДР | Бангкок, Таиланд                     |
|                                             | Николай Ширшов 16′, 76′ · Игорь Шквырин 60′ · Андрей Акопянц 66′ | (отчёт) (узб.). Дата обращения: 18 марта 2014. Архивировано из оригинала 18 марта 2014 года. |      | Стадион: Супхачаласай Зрителей: 1000 |

| 9 декабря 1998 Азиатские игры 1998 2-й этап | Узбекистан                                 | 2 : 0                                                                                        | Индия | Бангкок, Таиланд                                      |
|                                             | Игорь Шквырин 35′ · Шухрат Рахмонкулов 49′ | (отчёт) (узб.). Дата обращения: 18 марта 2014. Архивировано из оригинала 18 марта 2014 года. |       | Стадион: Супхачаласай Зрителей: 1000 Судья: Ахмад Али |

| 11 декабря 1998 Азиатские игры 1998 2-й этап | Узбекистан               | 1 : 1                                                                                        | Туркменистан     | Бангкок, Таиланд                     |
|                                              | Нигматулла Куттыбаев 37′ | (отчёт) (узб.). Дата обращения: 18 марта 2014. Архивировано из оригинала 18 марта 2014 года. | Муслим Агаев 72′ | Стадион: Супхачаласай Зрителей: 1000 |

| 14 декабря 1998 Азиатские игры 98 1/4 финал | Узбекистан | 0 : 4                                                                                        | Иран                                   | Бангкок, Таиланд                                            |
|                                             |            | (отчёт) (узб.). Дата обращения: 18 марта 2014. Архивировано из оригинала 18 марта 2014 года. | Али Мусави 29′ · Али Даи 82′, 86′, 88′ | Стадион: Супхачаласай Зрителей: 50000 Судья: Пиром Унпрасет |

## 1999
| 11 июля 1999 Товарищеская игра | Узбекистан                                                             | 3 : 0                                                                                        | Малайзия | Самарканд, Узбекистан                                |
|                                | Николай Ширшов 30′ · Даврон Файзиев 58′ · Мирджалол Касымов 61′ (пен.) | (отчёт) (узб.). Дата обращения: 18 марта 2014. Архивировано из оригинала 18 марта 2014 года. |          | Стадион: Динамо Зрителей: 20000 Судья: Рашид Айтеков |

| 24 июля 1999 Товарищеская игра | Таиланд              | 1 : 0                                                                                        | Узбекистан | Бангкок, Таиланд                                           |
|                                | Чокетави Промрут 13′ | (отчёт) (узб.). Дата обращения: 18 марта 2014. Архивировано из оригинала 18 марта 2014 года. |            | Стадион: Супачаласай Зрителей: 30000 Судья: Ханлумянг Паня |

| 18 августа 1999 Товарищеская игра | Узбекистан                                                                   | 5 : 1                                                                                        | Азербайджан       | Самарканд, Узбекистан                                 |
|                                   | Илхом Шарипов 6′ (пен.) · Максим Шацких 25′, 39′, 58′ · Владимир Баранов 83′ | (отчёт) (узб.). Дата обращения: 19 марта 2014. Архивировано из оригинала 19 марта 2014 года. | Заур Тагизаде 47′ | Стадион: Динамо Зрителей: 10000 Судья: Гайрат Каримов |

| 21 ноября 1999 Отб. игры Кубка Азии 2000 | Узбекистан | 6 : 0                                                                                        | Бангладеш | Эль-Айн, ОАЭ                                                            |
|                                          | Мирджалол Касымов 22′ · Отабек Пирматов 42′ · Февзи Давлетов 46′ · Максим Шацких 52′, 76′ · Абдукаххор Марифалиев 89′ | (отчёт) (узб.). Дата обращения: 19 марта 2014. Архивировано из оригинала 19 марта 2014 года. |           | Стадион: им.Тахнун бин Мухаммад Зрителей: 15000 Судья: Рашид Аль-Хамдан |

| 23 ноября 1999 Отб. игры Кубка Азии 2000 | Узбекистан                                                                                   | 6 : 0                                                                                        | Шри-Ланка | Эль-Айн, ОАЭ                                                      |
|                                          | Джафар Ирисметов 3′, 21′ · Февзи Давлетов 28′ · Николай Ширшов 29′, 55′ · Равшан Бозоров 71′ | (отчёт) (узб.). Дата обращения: 19 марта 2014. Архивировано из оригинала 19 марта 2014 года. |           | Стадион: им.Тахнун бин Мухаммад Зрителей: 1000 Судья: Субраманиям |

| 25 ноября 1999 Отб. игры Кубка Азии 2000 | Узбекистан                                                       | 3 : 2                                                                                        | Индия                        | Эль-Айн, ОАЭ                                   |
|                                          | Шухрат Рахманкулов 17′ · Андрей Фёдоров 77′ · Николай Ширшов 86′ | (отчёт) (узб.). Дата обращения: 19 марта 2014. Архивировано из оригинала 19 марта 2014 года. | Пол Анчери 18′ · Виджаян 55′ | Стадион: им.Тахнун бин Мухаммад Зрителей: 1000 |

| 27 ноября 1999 Отб. игры Кубка Азии 2000 | ОАЭ | 0 : 1                                                                                        | Узбекистан        | Эль-Айн, ОАЭ                                                       |
|                                          |     | (отчёт) (узб.). Дата обращения: 19 марта 2014. Архивировано из оригинала 19 марта 2014 года. | Максим Шацких 71′ | Стадион: им.Тахнун бин Мухаммад Зрителей: 23000 Судья: Субраманиям |